# 扎斯塔瓦M93 BGA自動榴彈發射器
扎斯塔瓦M93 BGA（英語：Zastava M93 BGA）是一款由塞尔维亚克拉古耶瓦茨扎斯塔瓦武器公司所生產的自動榴弹发射器，是图拉KBP儀器設計廠所研製的AGS-17「烈火」的彷製型，發射30×29毫米無彈殼榴彈。

## 概述
扎斯塔瓦M93 BGA是一挻沉重的班用步兵支援武器，用以打擊不同氣候和地面條件以下的目標，包括在1,700公尺以內內任何已被發現和隱藏的有生力量，以及在1,000公尺內受到輕、中型裝甲保護的器材。除了地面，根據戰術要求和客戶的要求，扎斯塔瓦M93亦可架設於不同類型的裝甲戰鬥車輛和直升機以上。
扎斯塔瓦M93的重量為45千克，瞄準鏡為1千克。它可裝上NSBG-1光学瞄准镜。利用該瞄準鏡，可以進行直接、半直接和間接射擊。其三腳架的構造可讓它快速展開為戰鬥狀態。發射器俯仰角度為-5°至+ 70°，旋轉角度為左右30°。
M93只能發射其無彈殼榴彈，但射速可達50—400發／分鐘，最大作戰射速則是65—70發／分鐘。槍管內膛鍍铬，以確保每挻自動榴弹发射器的耐久度和高精度。M93由串聯著29發榴彈的不可散式彈鏈供彈，彈鏈收藏於彈鼓以內，彈鼓鉤掛在機匣右側以防止掉落。M93可發射高爆榴彈與訓練榴彈。
扎斯塔瓦M93由三名士兵：射手、助手和裝填手所操作。

## 資料來源
1. ↑  http://en.cyclopaedia.net/wiki/Zastava-BGA-30mm%5B%5D

## 外部連接
- （英文）—Zastava Arms. . Zastava Arms.   [2018-10-17]. （原始内容存档于2019-04-12）.